# Plastiek in landschap
Plastiek in landschap (Spiegelbeeld) is een kunstwerk in Amsterdam Nieuw-West.
Het plastiek bestaat uit twee delen, beide ontworpen door kunstenaar Hans Mantje. Het geheel is uitgevoerd in roestvaststaal en ligt/staat in Park de Kuil nabij de Cort van der Lindenkade. Het Stadsdeel Nieuw-West zag in dit beeld een omslag naar meer abstracte kunst in de openbare ruimten, maar ook een omslag van het vertrouwde gebruik van brons als materiaal naar moderne(re) materialen zoals staal. Het Park de Kuil is een ecologisch park, waardoor het Plastiek in landschap langzaam opgaat in de begroeiing. 

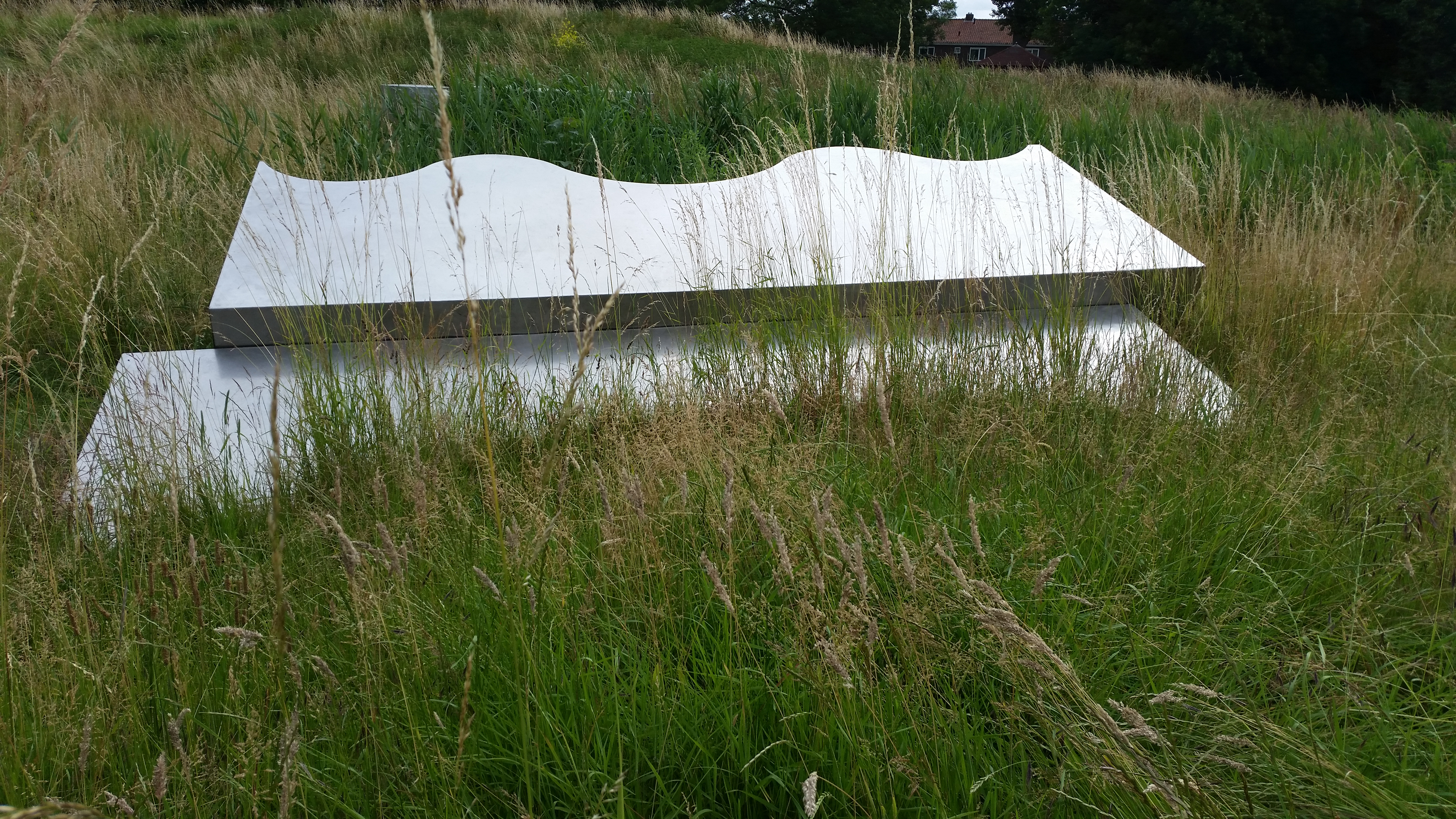
Een deel van Plastiek in landschap (juni 2018)